# Niederwartha
Niederwartha ist ein Ortsteil der sächsischen Landeshauptstadt Dresden und bildet mit den benachbarten Ortsteilen Gohlis, Neu-Leuteritz und Cossebaude die Ortschaft Cossebaude. 

## Lage und Landschaftsbild

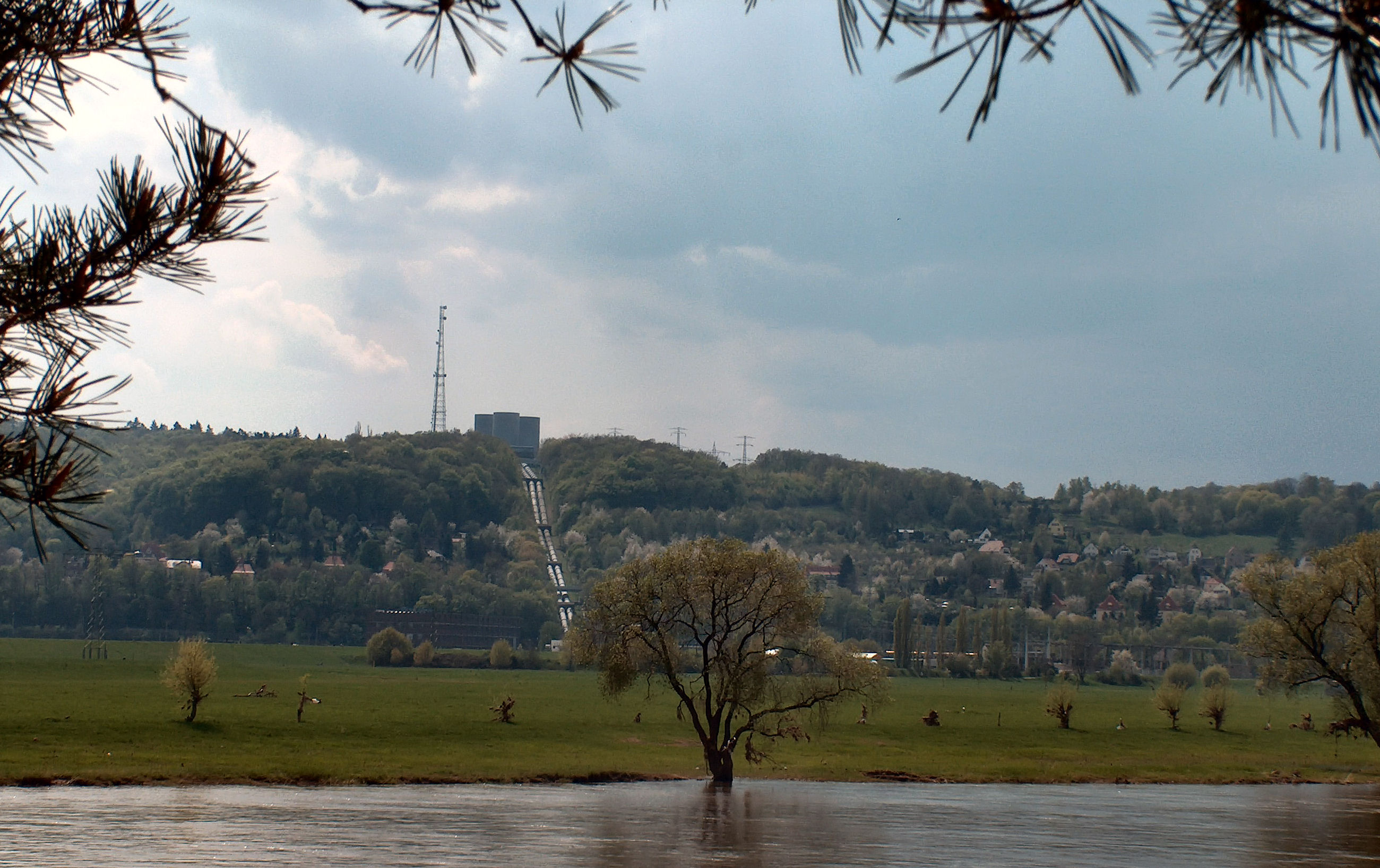
Blick auf Niederwartha vom Elberadweg

Der 433 Einwohner zählende Ort Niederwartha liegt größtenteils am Elbhang an der Bundesstraße 6 zwischen Dresden und Meißen am Rande der linkselbischen Täler. Das Landschaftsbild ist geprägt von zahlreichen Gärten, Streuobstwiesen und Laubwäldern. Zahlreiche markierte Wanderwege in den Seitentälern des Elbtals führen im Tännichtgrund nach Oberwartha und Weistropp, sowie im Amselgrund nach Oberwartha und Cossebaude. Auf dem Elberadweg gelangt man über die Brücke in das gegenüberliegende Radebeul-Kötzschenbroda. Am Elbufer in Niederwartha befindet sich mit 101 m ü. NN der tiefstgelegene natürliche Punkt Dresdens. Zu Niederwartha gehört auch das am Grunaweg gelegene früher selbstständige Dorf Gruna.
Der Tännichtgrundbach bildet abschnittsweise die westliche Ortsteil- und Stadtgrenze, bevor er sich, wie auch der Amselgrundbach, zum Lotzebach wendet, der westlich der beiden Elbbrücken in die Elbe mündet.

## Geschichte

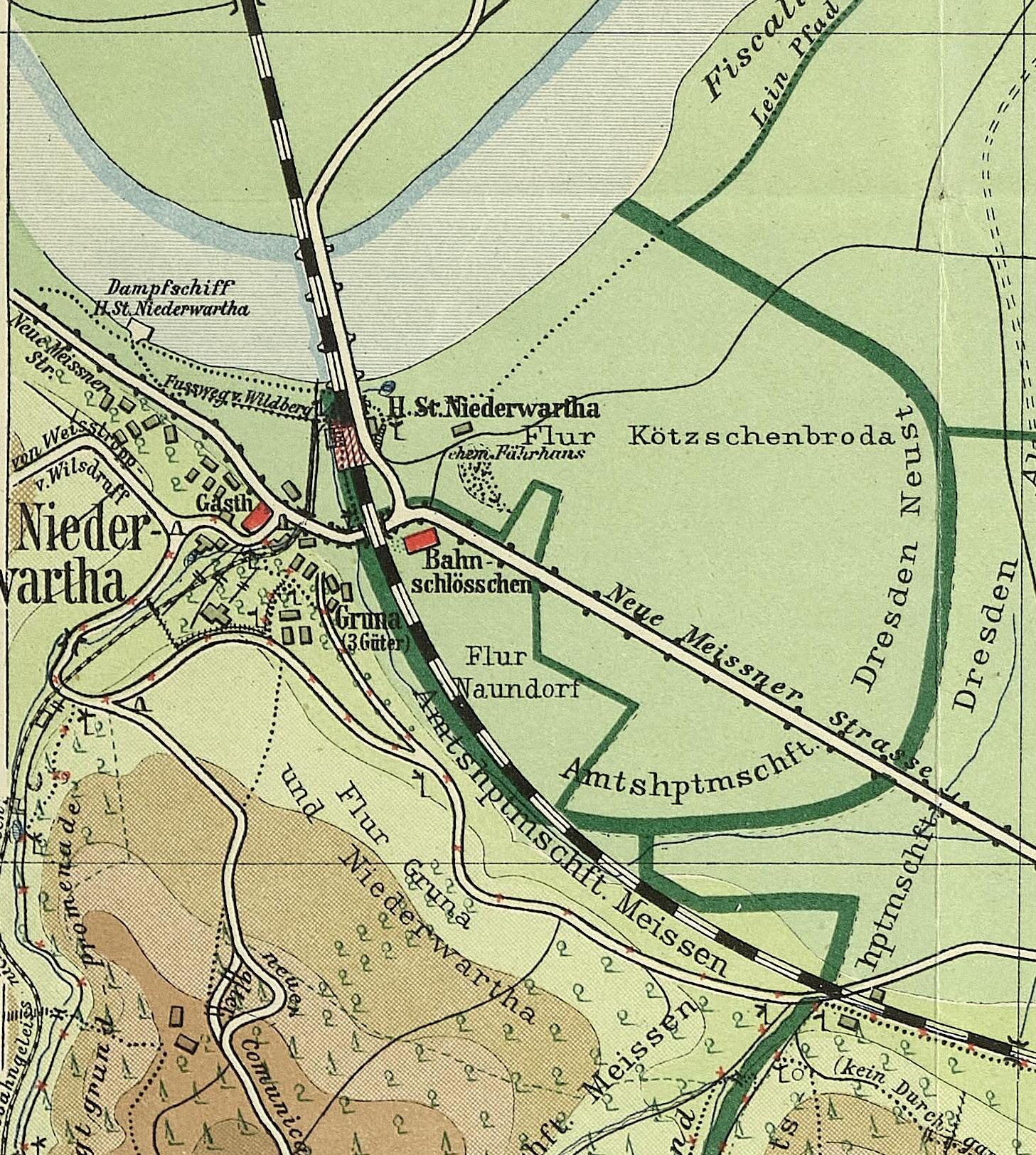
Niederwartha auf einer Karte von 1896

Im 7. und 8. Jahrhundert trafen Slawen in dem dünn besiedelten Gebiet ein und errichteten oberhalb des heutigen Niederwartha auf dem Burgberg eine Siedlung mit Verteidigungsanlagen und einem Burgwall. Sie nannten sich „Nisaner“. Wahrscheinlich handelte es sich um den in verschiedenen Urkunden genannten Burgward „Woz“. Fraglich sind die Identifizierungen mit dem am 22. September 1045 in einer Königsurkunde genannten Guodezi und mit der bei Cosmas von Prag 1123 und zu 1087 und zu 1088 erwähnten Burg Gvozdec, deren Name „Bergwald“ bedeutet (vgl. tschech. „Hvozd“ für den Hochwald).
Erstmals wurde Niederwartha 1205 erwähnt, als ein „Heinricus de Warta“ (Heinrich von Wartha) in einer Urkunde auftaucht. Der Ortsname geht zurück auf das althochdeutsche „warta“ und steht für eine „Siedlung, von der aus gelauert, ausgespäht, ausgeschaut wird“. Im 14. Jahrhundert kam das Örtchen Gruna in den Besitz der Herren von Saalhausen und wurde dadurch mit Niederwartha vereinigt. 
Zum Schutz gegen Hochwasser errichteten die Anlieger des Elbufers 1765 bis 1790 Dämme. Mit der Gründung der Sächsisch-Böhmischen Dampfschifffahrtgesellschaft 1836 erhielt Niederwartha eine eigene Dampfschiffhaltestelle. Nach dem Bau der Eisenbahn-Straßenbrücke 1875 wurde die Wagenfähre 1877 in den Nachbarort Gauernitz verkauft. In den letzten Kriegstagen am 8. Mai 1945 sprengte man die Elbbrücke, um zu verhindern, dass dort die Rote Armee die Elbe überqueren könnte. Ein Personenzug stürzte mit dem beschädigten 2. Gleiskörper im Juli in die Elbe. Im Herbst 1945 wurde die Elbbrücke für ein Gleis rekonstruiert. Der Neubau einer zweigleisigen Eisenbahnbrücke auf den alten Fundamenten mit Fuß- und Radweg durch die Reichsbahn über die Elbe begann 1977 und endete 1983.

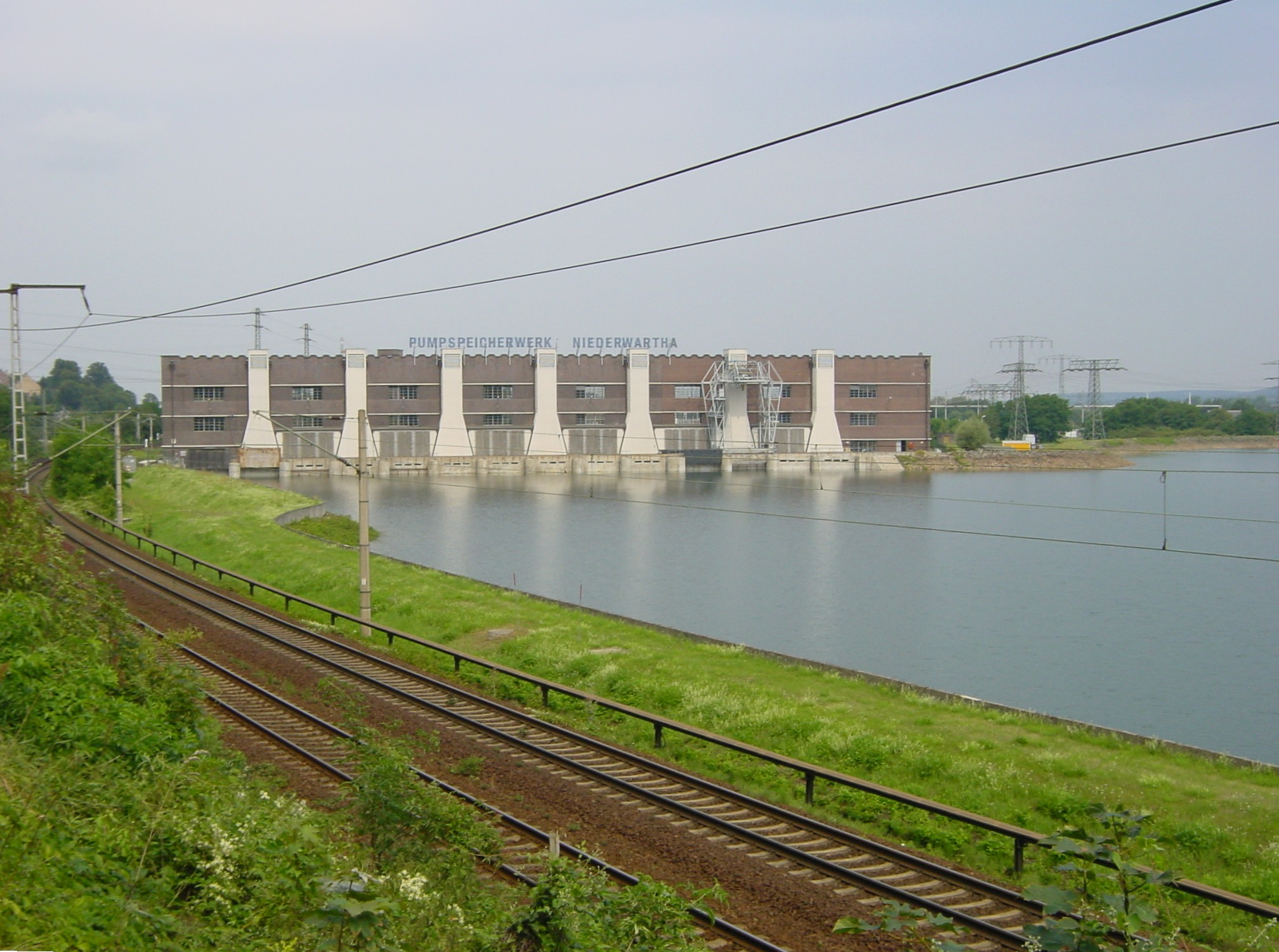
Pumpspeicherwerk Niederwartha

Das Pumpspeicherwerk Niederwartha errichtete man 1927 bis 1930 auch auf der linkselbischen Flur Kötzschenbrodas, dem Ortsteil Am Fährhaus. 1945 wurde es nach dem Krieg als Reparationsleistung demontiert, der Wiederaufbau begann 1954 nach der Umflurung der Radebeuler Weiherwiesen nach Niederwartha. 
Bei dem  Bau der Ferngasleitung Schwarze Pumpe–Freital 1958 durch die Elbe wurden beim Ausheben eines Gasrohrgrabens Skelette der 1613 an der Pest verstorbenen Einwohner gefunden. 
Im Jahr 1974 erfolgte die Eingemeindung von Niederwartha nach Cossebaude. Mit der Auflösung des Landkreises Dresden kamen die Gemeinde Cossebaude und damit auch der Ortsteil Niederwartha am 1. Januar 1996 zum Landkreis Meißen. Die  Eingemeindung  von Cossebaude und damit auch des Ortsteils Niederwartha nach Dresden erfolgte 1997. 
Während des Elbhochwassers im August 2002 stand das Wasser in Niederwartha ca. 1,90 m auf der Bundesstraße 6.
Im März 2006 erfolgte der Baubeginn einer zweiten Elbbrücke für die neue Staatsstraße 84 zwischen Niederwartha und Meißen. Die Ende 2008 fertiggestellte Brücke konnte erst im Dezember 2011 für den Verkehr freigegeben werden.

## Sehenswürdigkeiten
- Pumpspeicherwerk Niederwartha mit Stausee und seinen drei ca. 3 m starken Fallrohren.
- Plänerschleppung am Eingang des Tännichtgrundes, Naturdenkmal

## Persönlichkeiten
- Maximilian Helbig (1868–1948), Chemiker, Bodenkundler und Hochschullehrer, in Niederwartha geboren
- Gerhard von Keußler (1874–1949), Komponist, verbrachte seine letzten Lebensjahre hier
- Christoph Jentsch (1931–2015), Geograph und Afghanistanexperte, in Niederwartha geboren
- Wolfgang von Stetten (* 1941), Politiker, in Niederwartha geboren

## Wirtschaft
Bis Mitte des 20. Jahrhunderts gab es im Ort drei Lebensmittelgeschäfte, einen Bäcker, einen Fleischer, einen Schuster, eine Dampfschiffanlegestelle, eine Fähre, zwei Wäscherollen, eine Poststelle und zwei Wirtshäuser.
Heute existieren neben dem Pumpspeicherwerk eine Straßen- und Tiefbaufirma, eine Maschinenbaufirma (Zerspanungsarbeiten), ein Fuhrunternehmen, eine Haustechnik-Firma (HLS-TGA), ein Friseur, eine mittelalterliche Erlebnisgaststätte, ein Speiserestaurant, ein Tanzsaal sowie ein Biergarten am Fahrradweg. Eine weitere Gaststätte öffnete Anfang 2007 oberhalb des unteren Stausees. Ein Hotel befindet sich im Ausbau.

## Verkehr
Der Haltepunkt Niederwartha liegt an der Bahnstrecke Berlin–Dresden.

## Bilder

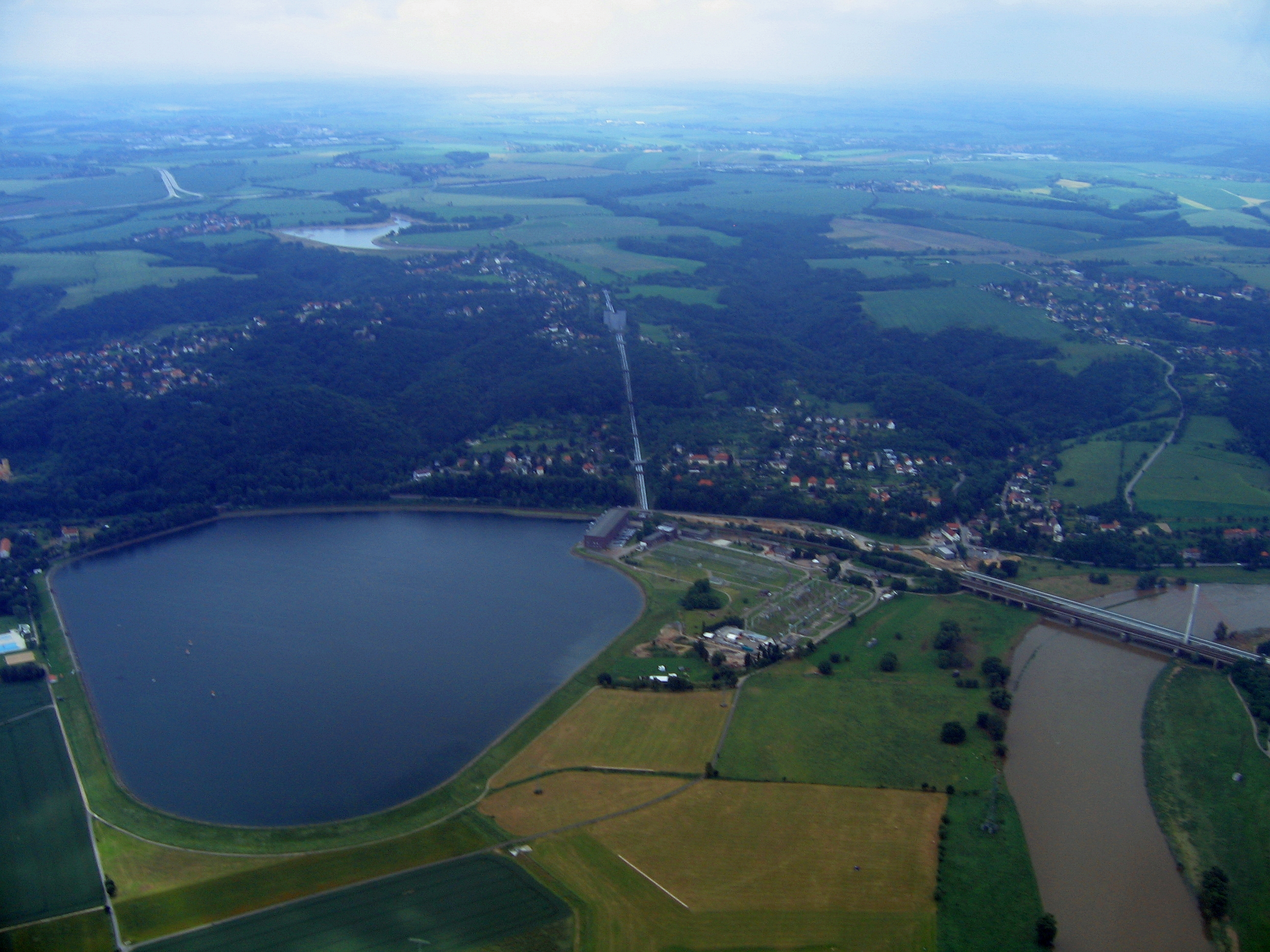
Blick auf das Ober- und Unterbecken
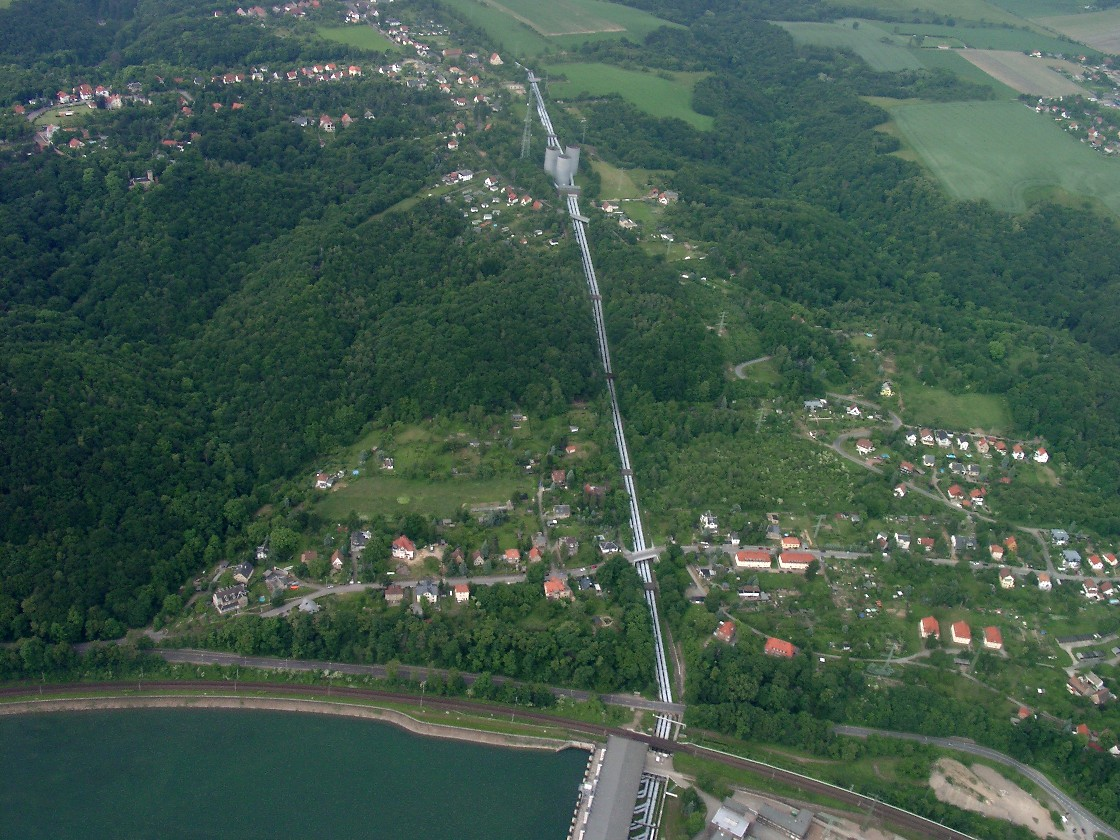
Niederwartha mit Pumpspeicherwerk
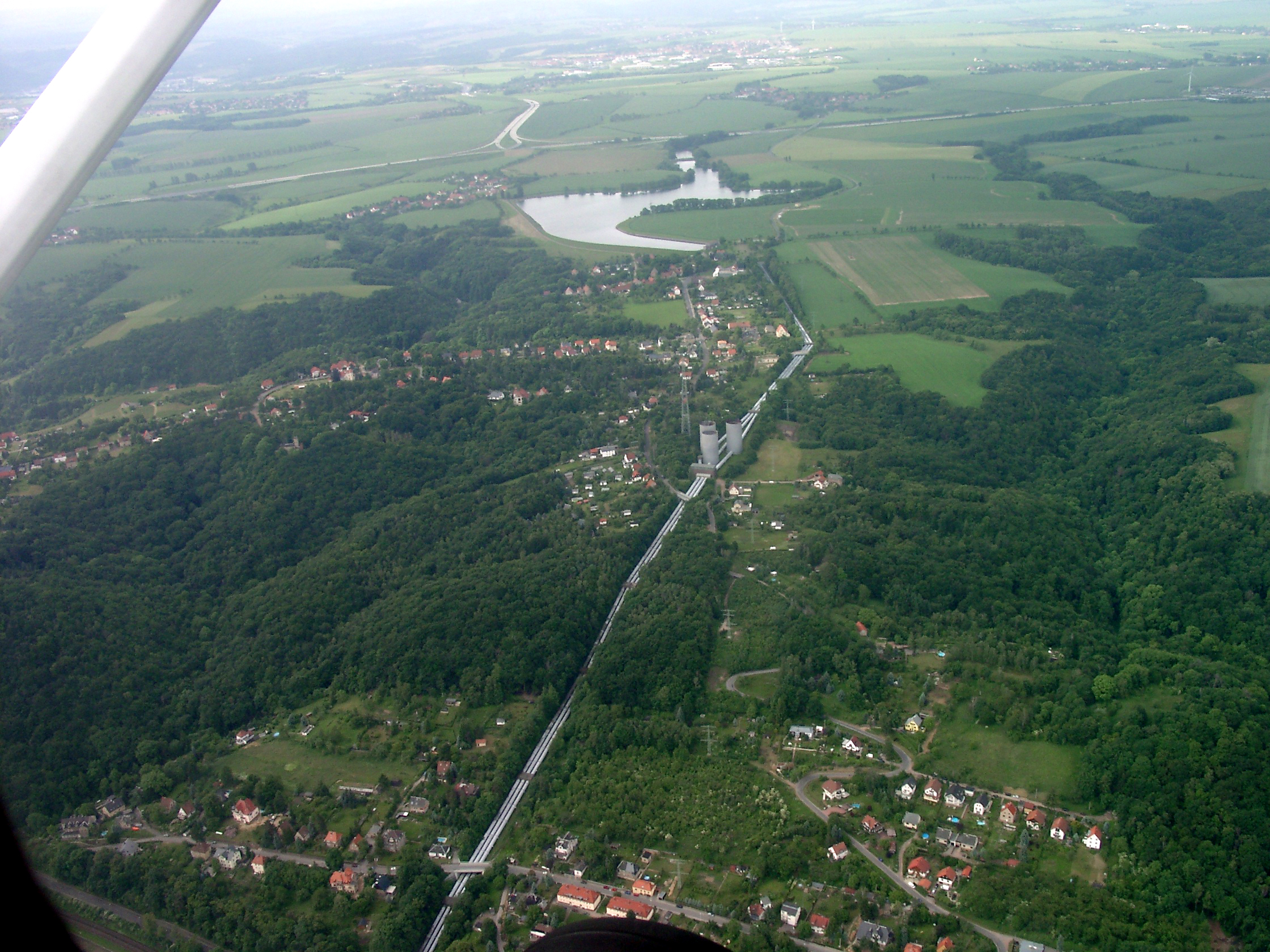
Niederwartha (vorn) mit Oberwartha (Mitte) und Kesselsdorf (Mitte hinten)
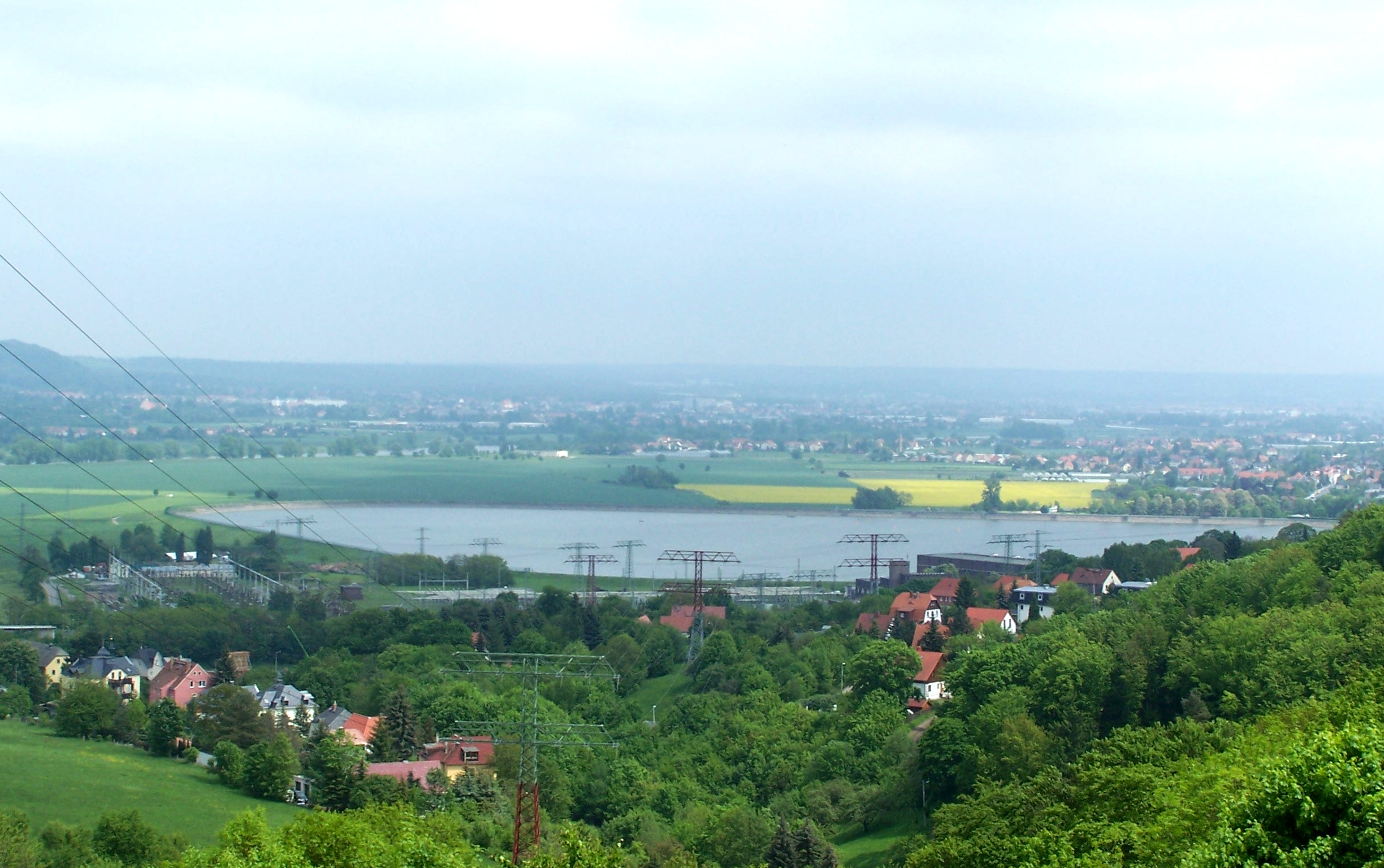
Blick auf Niederwartha und Stausee von der Straße nach Weistropp aus
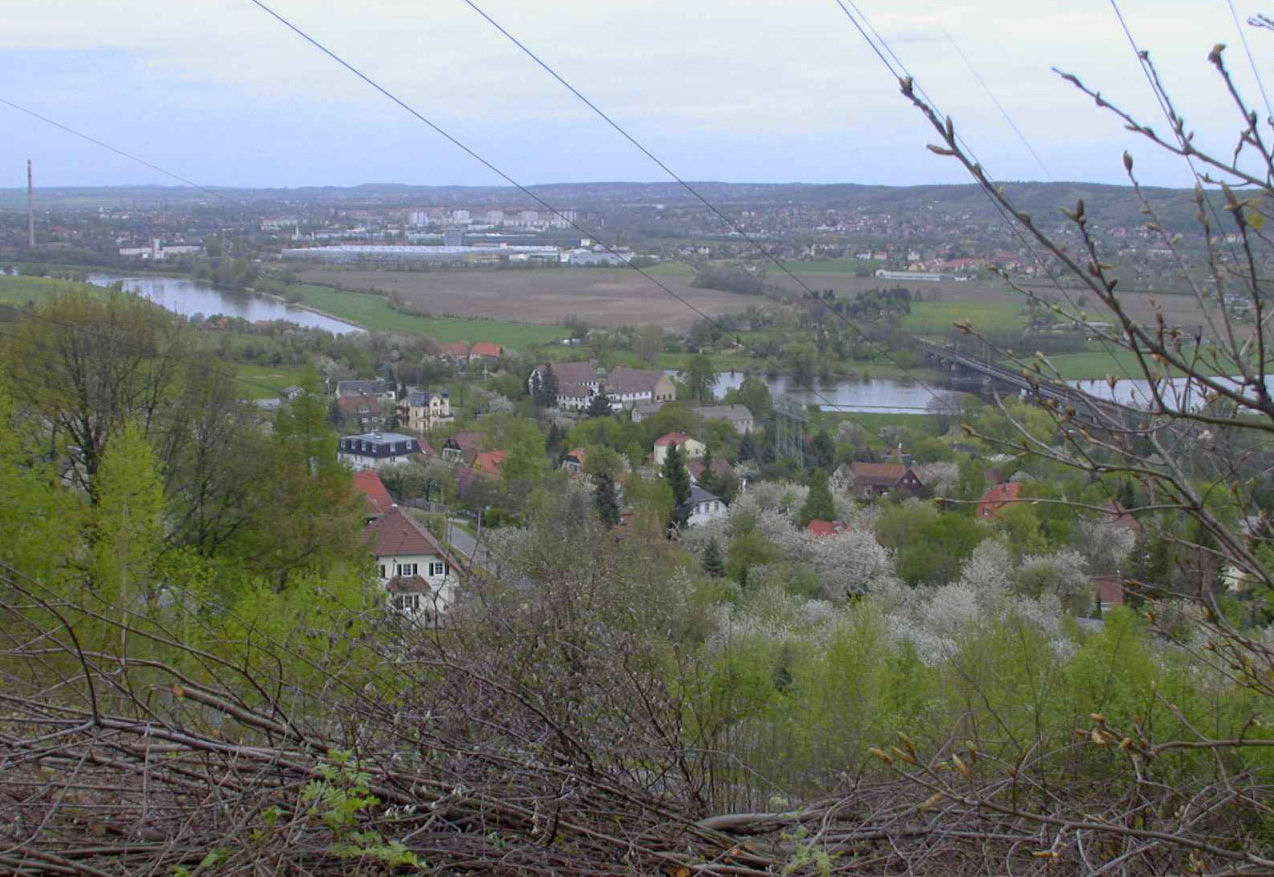
Blick von oberhalb der Oberwarthaer Straße auf Teile des Ortes und auf Coswig
Die neu gebaute Straßenbrücke der S84 verbindet Niederwartha und Kötzschenbroda